# Высокогорное (Запорожская область)
Высокогорное (укр. Високогірне) — посёлок, Долинский сельский совет, Запорожский район, Запорожская область, Украина.
Код КОАТУУ — 2322183503. Население по переписи 2001 года составляло 251 человек.

## Географическое положение
Посёлок Высокогорное находится на расстоянии в 2,5 км от города Запорожье, в 1-м км от посёлка Канцеровка и в 1,5 км от села Зеленополье. Рядом проходит железная дорога, станция Канцеровка в 1-м км.

## История
- 1936 год — дата основания.